# Jo-Wilfried Tsonga
Jo-Wilfried Tsonga je profesionalni igralec tenisa od leta 2004 dalje. Lahko se pohvali z osvojitvijo mladinskega US Opena leta 2003, ko je v finalu premagal ciperškega igralca tenisa Marca Bagdatisa.
Njegov največji uspeh v dosedanji karieri je igranje v finalu za Grand Slam turnir v Avstraliji Open leta 2008, do katerega je prispel z impresivnimi zmagami nad 9.,8,. in 2. nosilcem turnirja.
V finalu pa je vseeno moral priznati premoč in čestitati srbskemu igralcu tenisa Novaku Đokoviću.
Tsonga je s tem rezultatom postal prvi teniški igralec, ki ni bil postavljen za nosilca, po teniškem igralcu Gustavu Kuertena v Roland Garrosu leta 1997, ki je bil v finalu Grand Slam turnirja in mu je to bil prvi odigran finale nasploh. Na turnir je prišel z najboljšo uvrstitvijo v karieri(38.) na ATP lestvici, a odšel kot igralec iz top 20. Na londonskem zaključnem turniju ATP World Tour Final leta 2011, se je prebil do finala, v katerem je bil boljši od njega švicarski teniški as Roger Federer.
Osvojil je ATP nagrado za mladega upa (2007) in leta 2008 za igralca, ki je najbolj napredoval.
Tsongin oče, rokometaš Dider Tsonga, je s poreklom iz Brazzavillea.
Jo-Wilfred je bratranec Charlesa N'Zogbia. Njegov vzdevek je "Ali", po boksarju Muhammadu Aliju, kateri mu je navidez podoben.
S francoskim teniškim igralecem Michael Llodra je bil v igri moških dvojic dobitnik srebrne olimpijske medalje v Londonu leta 2012.

### Slog igre
Tsonga igra z desno roko in igra dvoročni (včasih enoročni) backhand. Zanj je značilen močen servis in forhend katera sta mu glavna orožja v igri.
V glavnem je igralec z osnovne črte, najrajši igra na hitrih podlagah, kjer se večinoma igra servis, vole igra.

### Posamezno je osvojil (9 ATP turnirjev)
| Br. | Datum               | Turnir                    | Nasprotnik v finalu             | Rezultat         |
| 1.  | 28. september 2008  | Tajska Bangkok            | Srbija Novak Đoković            | 7:6(4), 6:4      |
| 2.  | 2. november 2008    | Francija Pariz            | Argentina David Nalbandian      | 6:3, 4:6, 6:4    |
| 3.  | 2. februar 2009     | Južna Afrika Johannesburg | Francija Jérémy Chardy          | 6:4, 7:6(5)      |
| 4.  | 16. februar 2009    | Francija Marseille        | Francija Michaël Llodra         | 7:5, 7:6(3)      |
| 5.  | 5. oktober 2009     | Japonska Tokio            | Rusija Mihail Južnjij           | 6:3, 6:3         |
| 6.  | 25. september 2011  | Francija Metz             | Hrvaška Ivan Ljubičić           | 6:3, 6:7(4), 6:3 |
| 7.  | 30. oktober 2011    | Avstrija Dunaj            | Argentina Juan Martín del Potro | 6:7(5), 6:3, 6:4 |
| 8.  | 7. januar 2012      | Katar Doha                | Francija Gaël Monfils           | 7:5, 6:3         |
| 9.  | 23. september 2012. | Francija Metz             | Italija Andreas Seppi           | 6:1, 6:2         |